# フリースタイルスキー・ワールドカップ 1996-1997
フリースタイルスキー・ワールドカップ 1996-1997は1996年12月5日から1997年3月15日まで開催された18シーズン目となるフリースタイルスキー・ワールドカップである。

## 競技種目
エアリアル（AE）、モーグル（MO）、デュアルモーグル（DM）、アクロ（AC）とエアリアル、モーグル、アクロの3種目の総合点で競うコンバインド（CO）の5種目が行なわれた。また、コンバインドは男子のみ行なわれたが、翌シーズンから男子も廃止されるので、コンバインドが行なわれた最後のワールドカップとなった。

## 日程
| 年     | 月日                                    | 種目 | 開催地           | 優勝者                         | 優勝者                     |
| 年     | 月日                                    | 種目 | 開催地           | 男子                           | 女子                       |
| ------ | --------------------------------------- | ---- | ---------------- | ------------------------------ | -------------------------- |
| 1996年 | 12月5日                                 | AC   | ティーニュ       | ヘイニ・バウムガートナー       | イェレナ・バタロワ         |
| 1996年 | 12月6日                                 | MO   | ティーニュ       | ジャスパー・ローンバック       | タチアナ・ミッターマイヤー |
| 1996年 | 12月7日                                 | AE   | ティーニュ       | アレクシス・ブラン             | ヴェロニカ・ブレンナー     |
| 1996年 | 12月8日                                 | DM   | ティーニュ       | ジャン＝リュック・ブラッサール | リズ・マッキンタイア       |
| 1996年 | 12月13日                                | MO   | ラ・プラーニュ   | ジョニー・モズレー             | タチアナ・ミッターマイヤー |
| 1996年 | 12月14日                                | AE   | ラ・プラーニュ   | セバスチャン・フォークラス     | ヴェロニカ・ブレンナー     |
| 1996年 | 12月15日                                | DM   | ラ・プラーニュ   | トニー・エメリー               | ミナ・カルフ               |
| 1996年 | 12月19日                                | AE   | ピアンカヴァッロ | マット・コイナッキ             |                            |
| 1996年 | 12月21日                                | AC   | ピアンカヴァッロ | ヘイニ・バウムガートナー       | イェレナ・バタロワ         |
| 1997年 | 1月8日                                  | AE   | モントランブラン | クリスティアン・ リヤベク      | ヴェロニカ・ブレンナー     |
| 1997年 | 1月9日                                  | MO   | モントランブラン | ジャスパー・ローンバック       | カーリー・トロー           |
| 1997年 | 1月11日                                 | AE   | レークプラシッド | ロイド・ラングロイス           | クリスティー・マーシャル   |
| 1997年 | 1月12日                                 | MO   | レークプラシッド | ジャン＝リュック・ブラッサール | カーリー・トロー           |
| 1997年 | 1月13日                                 | AC   | レークプラシッド | ファブリス・ベッケル           | オクサナ・クシェンコ       |
| 1997年 | 1月13日                                 | CO   | レークプラシッド | トーベン・サザーランド         |                            |
| 1997年 | 1月17日                                 | AC   | ブラッコム       | ファブリス・ベッケル           | イェレナ・バタロワ         |
| 1997年 | 1月18日                                 | DM   | ブラッコム       | トニー・エメリー               | マリア・エルフマン         |
| 1997年 | 1月19日                                 | AE   | ブラッコム       | ニコラス・フォンティーン       | キャロライン・オリヴィエ   |
| 1997年 | 1月23日                                 | AC   | ブリッケンリッジ | ファブリス・ベッケル           | イェレナ・バタロワ         |
| 1997年 | 1月24日                                 | MO   | ブリッケンリッジ | ライアン・ジョンソン           | ドナ・ワインブレクト       |
| 1997年 | 1月25日                                 | AE   | ブリッケンリッジ | ジョー･パック                  | クリスティ・マーシャル     |
| 1997年 | 1月25日                                 | CO   | ブリッケンリッジ | トーベン・サザーランド         |                            |
| 1997年 | 1月26日                                 | AE   | ブリッケンリッジ | ニコラス・フォンティーン       | ヴェロニカ・ブレンナー     |
| 1997年 | 2月4日から2月9日 世界選手権飯綱高原大会 |      |                  |                                |                            |
| 1997年 | 2月19日                                 | AC   | キルヒベルク     | ファブリス・ベッケル           | オクサナ・クシェンコ       |
| 1997年 | 2月20日                                 | AE   | キルヒベルク     | ジェフ・ビーン                 | キャロライン・オリヴィエ   |
| 1997年 | 2月21日                                 | DM   | キルヒベルク     | トニー・エメリー               | キャンディス・ギルグ       |
| 1997年 | 2月28日                                 | DM   | マイリンゲン     | ファブリス・ウージェ           | カーリー・トロー           |
| 1997年 | 3月1日                                  | AC   | マイリンゲン     | イアン・エドモンドソン         | イェレナ・バタロワ         |
| 1997年 | 3月2日                                  | AE   | マイリンゲン     | エリック･ベルゴースト          | クリスティ・マーシャル     |
| 1997年 | 3月7日                                  | AE   | アルテンマークト | ニコラス・フォンティーン       | クリスティ・マーシャル     |
| 1997年 | 3月7日                                  | MO   | アルテンマークト | ジャン＝リュック・ブラッサール | ドナ・ワインブレクト       |
| 1997年 | 3月8日                                  | AC   | アルテンマークト | ヘイニ・バウムガートナー       | イェレナ・バタロワ         |
| 1997年 | 3月8日                                  | CO   | アルテンマークト | ダーシー・ダウンズ             |                            |
| 1997年 | 3月12日                                 | AC   | Hundfjaellet     | イアン・エドモンドソン         | イェレナ・バタロワ         |
| 1997年 | 3月13日                                 | MO   | Hundfjaellet     | トニー・エメリー               | アン・バテル               |
| 1997年 | 3月14日                                 | AE   | Hundfjaellet     | クリスティアン・ リヤベク      | クリスティ・マーシャル     |
| 1997年 | 3月14日                                 | CO   | Hundfjaellet     | トーベン・サザーランド         |                            |
| 1997年 | 3月15日                                 | DM   | Hundfjaellet     | トニー・エメリー               | マリア・エルフマン         |

## 総合成績

### オーバーオール
| 順位 | 名前                     | ポイント |
| ---- | ------------------------ | -------- |
| 1位  | ダーシー・ダウンズ       | 120      |
| 2位  | ファブリス・ベッケル     | 111      |
| 3位  | ヘイニ・バウムガートナー | 95       |

| 順位 | 名前                   | ポイント |
| ---- | ---------------------- | -------- |
| 1位  | ステイシー・ブルメール | 100      |
| 2位  | イェレナ・バタロワ     | 100      |
| 3位  | カテリーナ・クベンク   | 99       |

### エアリアル
男子は全12戦、女子は全11戦が行なわれた。有効ポイント制により、男子は12戦中の9戦（75％）が有効で、ポイントは900点満点となる。女子は11戦中の8戦が有効で、ポイントは800点満点となる。
| 順位 | 名前                       | ポイント |
| ---- | -------------------------- | -------- |
| 1位  | ニコラス・フォンティーン   | 824      |
| 2位  | ジャン＝ダミアン・クリモネ | 784      |
| 3位  | アンディ・キャピシック     | 728      |

| 順位 | 名前                     | ポイント |
| ---- | ------------------------ | -------- |
| 1位  | ヴェロニカ・ブレンナー   | 776      |
| 2位  | クリスティー・マーシャル | 728      |
| 3位  | キャロライン・オリヴィエ | 708      |

### モーグル
全7戦が行なわれた。有効ポイント制により7戦中の5戦が有効で、ポイントは500点満点となる。
| 順位 | 名前                           | ポイント |
| ---- | ------------------------------ | -------- |
| 1位  | ジャン＝リュック・ブラッサール | 476      |
| 2位  | ステファン･ローション          | 468      |
| 3位  | ジャスパー・ローンバック       | 444      |

| 順位 | 名前                       | ポイント |
| ---- | -------------------------- | -------- |
| 1位  | タチアナ・ミッターマイヤー | 484      |
| 2位  | キャンディス・ギルグ       | 464      |
| 3位  | ミナ・カルフ               | 444      |

### デュアルモーグル
全6戦が行なわれた。有効ポイント制により6戦中の5戦が有効で、ポイントは500点満点となる。
| 順位 | 名前                           | ポイント |
| ---- | ------------------------------ | -------- |
| 1位  | トニー・エメリー               | 404      |
| 2位  | ジャン＝リュック・ブラッサール | 368      |
| 3位  | ガース・ヘイガー               | 332      |

| 順位 | 名前                 | ポイント |
| ---- | -------------------- | -------- |
| 1位  | キャンディス・ギルグ | 444      |
| 2位  | ミナ・カルフ         | 440      |
| 3位  | リズ・マッキンタイア | 412      |

### アクロ
全9戦が行なわれた。有効ポイント制により9戦中の7戦が有効で、ポイントは700点満点となる。
| 順位 | 名前                     | ポイント |
| ---- | ------------------------ | -------- |
| 1位  | ファブリス・ベッケル     | 688      |
| 2位  | ヘイニ・バウムガートナー | 668      |
| 3位  | イアン・エドモンドソン   | 664      |

| 順位 | 名前                 | ポイント |
| ---- | -------------------- | -------- |
| 1位  | イェレナ・バタロワ   | 700      |
| 2位  | オクサナ・クシェンコ | 676      |
| 3位  | アニカ・ヨハンソン   | 648      |

### コンバインド
男子のみ全4戦が行なわれた。4戦全戦が有効で、ポイントは400点満点となる。
| 男子 \| 順位 \| 名前 \| ポイント \| \| ---- \| ---------------------- \| -------- \| \| 1位 \| トーベン・サザーランド \| 392 \| \| 2位 \| ダーシー・ダウンズ \| 292 \| |                        |          |
| 順位 | 名前                   | ポイント |
| 1位 | トーベン・サザーランド | 392      |
| 2位 | ダーシー・ダウンズ     | 292      |